# رورسین
رورسین (به انگلیسی: Reversine) با فرمول شیمیایی C۲۱H۲۷N۷O یک ترکیب شیمیایی با شناسه پاب‌کم ۲۱۰۳۳۲ است. که جرم مولی آن ۳۹۳٫۴۸۵۳۸ g/mol می‌باشد. 